# Les Cabeces
Les Cabeces és una serra situada entre els municipis d'Artesa de Segre i de Vilanova de Meià a la comarca de la Noguera, amb una elevació màxima de 698 metres.